# Dvojhradí
Dvojhradí (německy Tuppelburg) je barokní lovecký zámeček v oboře Dvojhradí na severním okraji Mstišova, části města  Dubí v okrese Teplice v Ústeckém kraji. Zámeček Dvojhradí je pod názvem „Lovecký pavilon zvaný Tuppelburg“ zapsaný v Ústředním seznamu kulturních památek.

## Historie
V roce 1703 nechal hrabě František Karel Clary-Aldringen u své lovecké obory na Teplicku postavit pro svou manželku Marii Terezii Küniglovou z Ehrenburgu a Warthu lovecký zámeček, který pojmenoval Tupferleburg podle manželčiny přezdívky Tupferle. Z tohoto pojmenování se později vyvinul název Tuppelburg/Doppelburg neboli Dvojhradí.
V roce 1795 byl zámek upraven a stal se spolu s přilehlou oborou výletním cílem významných návštěvníků teplických lázní. Mezi těmito hosty byli například i básník Johann Wolfgang Goethe nebo hudební skladatel Ludwig van Beethoven.
V roce 1945 byla původní obora zničena.[zdroj⁠?!] Ve druhé polovině dvacátého století se majitelem staly státní lesy, které jej využívaly k reprezentačním účelům, a proto ho nechaly v roce 1975 opravit a zřídit novou oboru o rozloze zhruba sedmnáct hektarů. Uvnitř zámečku byla restaurace a pořádaly se zde společenské události.
V noci z 25. na 26. září 2018 budovu zachvátil požár. Shořela střecha a částečně zůstaly zachovány jen obvodové zdi. Opravy byly zahájeny v létě roku 2019. Během zimy 2019/2020 byla postupně vybudována nová střecha. V následujících dvou letech proběhla rekonstrukce poškozeného objektu a zámeček včetně zvěřinové restaurace byl znovu otevřen veřejnosti v roce 2022.

## Stavební podoba
Barokní jednopatrová budova má osmiboký půdorys. První patro je zúžené a okolo něj vede ochoz s dřevěnými sloupky, které podpírají jehlancovou střechu. Budovu obklopuje vodní příkop. Původně býval v prvním patře reprezentační sál a v přízemí obytné pokoje a provozní místnosti. Od zámku směřovalo v osách jeho zdí osm alejí.